# 주아브병
주아브병(Zouave兵)은 1831년에 알제리 주민과 튀니스 주민을 주축으로 편성된 프랑스 식민군의 보병이다. 당시 북아프리카는 프랑스의 식민지였다. 제1차 세계 대전에서도 프랑스 육군의 정예 부대로서 활약했다. 제 2차 세계대전 후에는 북부아프리카 식민지가 독립함으로 인해, 1962년에 폐지되었다.
등의 문신이나 자켓 등 병사의 풍속에 특색이 있었다. 특히 군복의 디자인은 타국의 군대에서도 참고로 되었다. 예를 들면, 교황령의 군대에서도 채용되어 교황의 주아브병이라고 명명되어, 이탈리아의 통일 운동에 대항하는 전력으로서 이용되기도 하였다. 미국의 남북 전쟁에서도 남북 양군에 주아브를 칭하는 의용병 부대가 있었다. 후에는 민간용의 패션에도 받아들여져 느긋한 주아브 판트, 주아브 자켓 등이 태어나고 있다.

## 사진첩

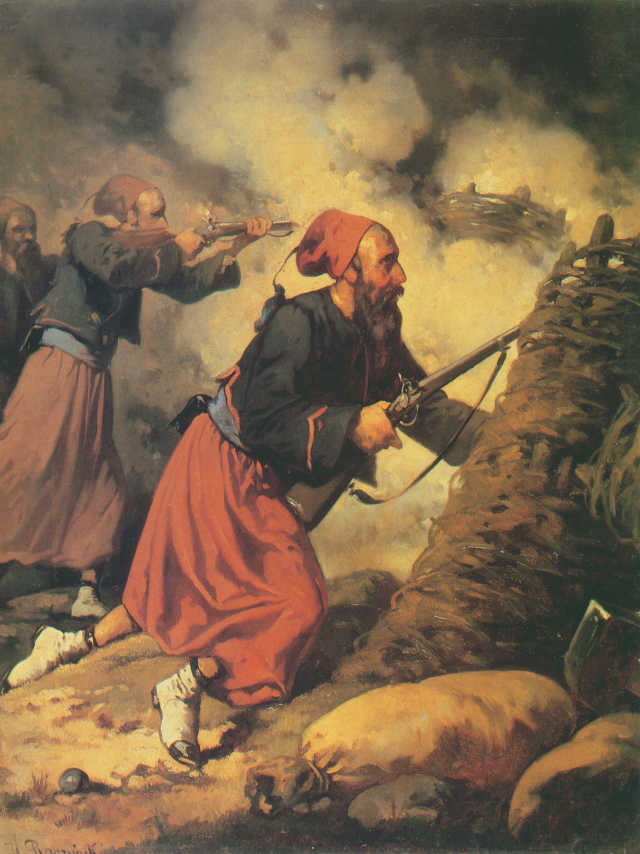
1858년 경의 주아브병.
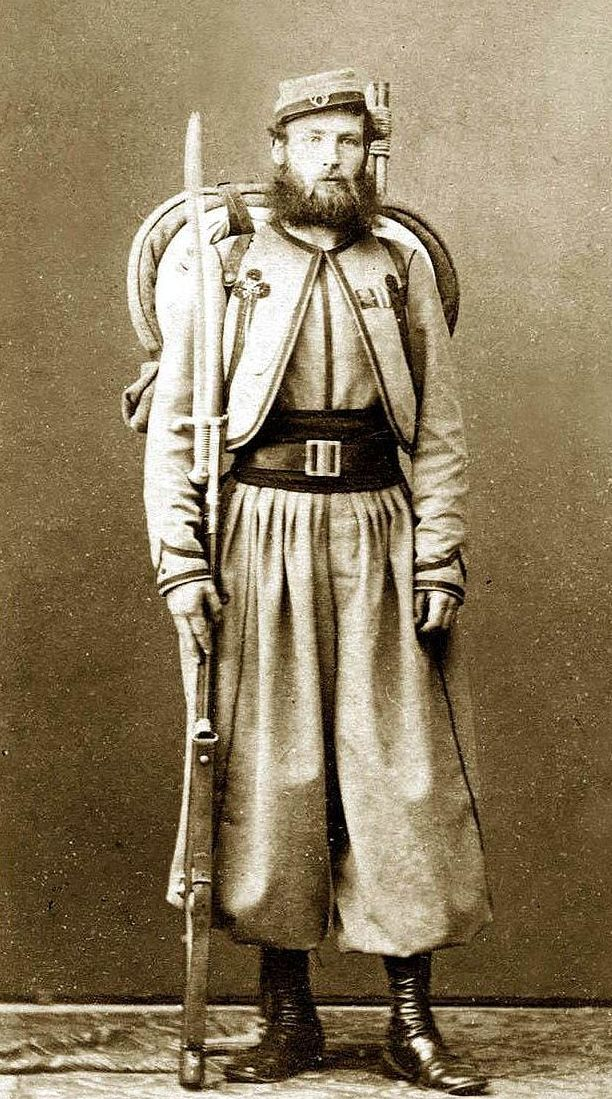
1865년 경의 교황령의 주아브병.
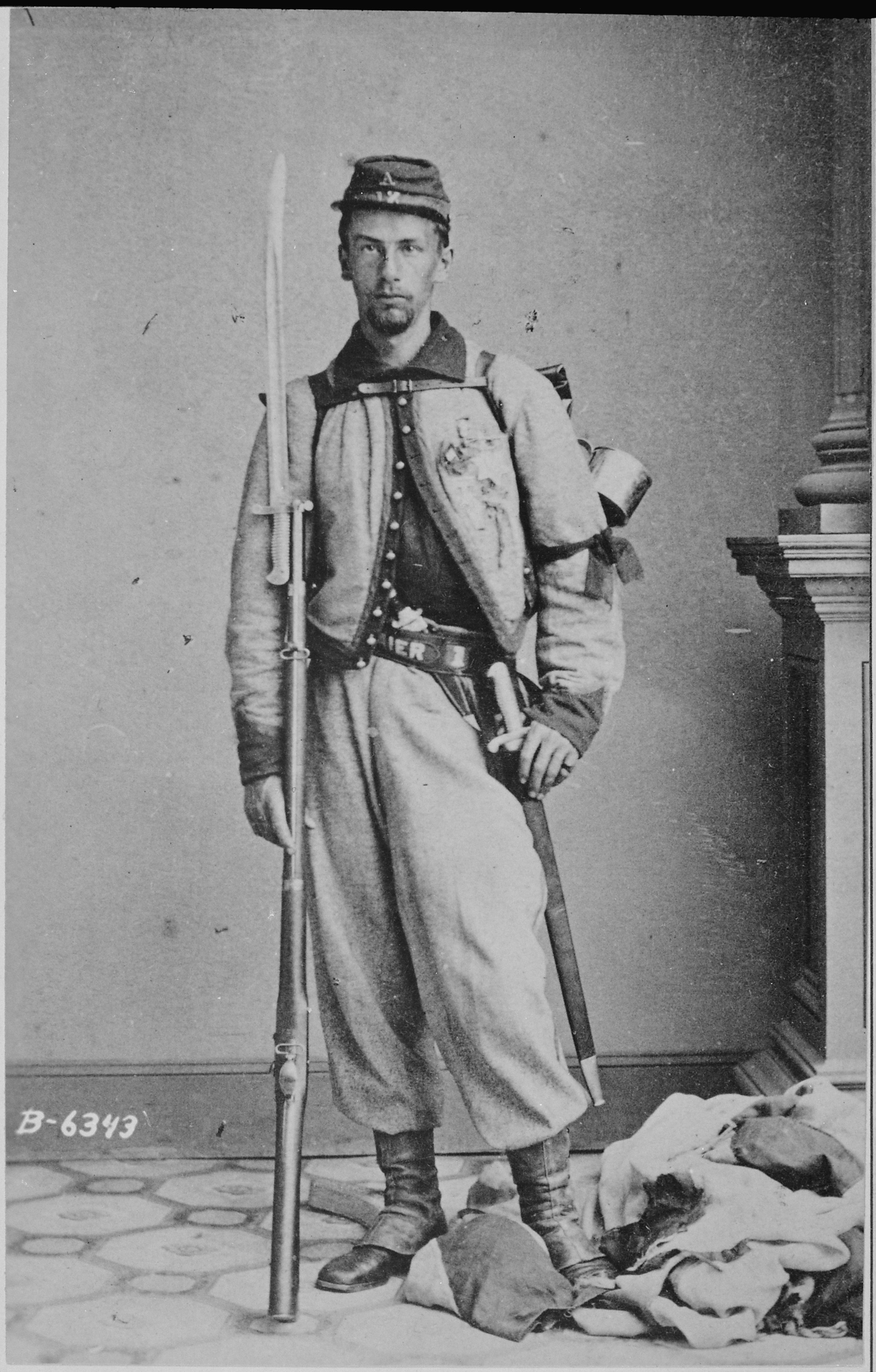
미국 남북 전쟁 당시의 주아브병.
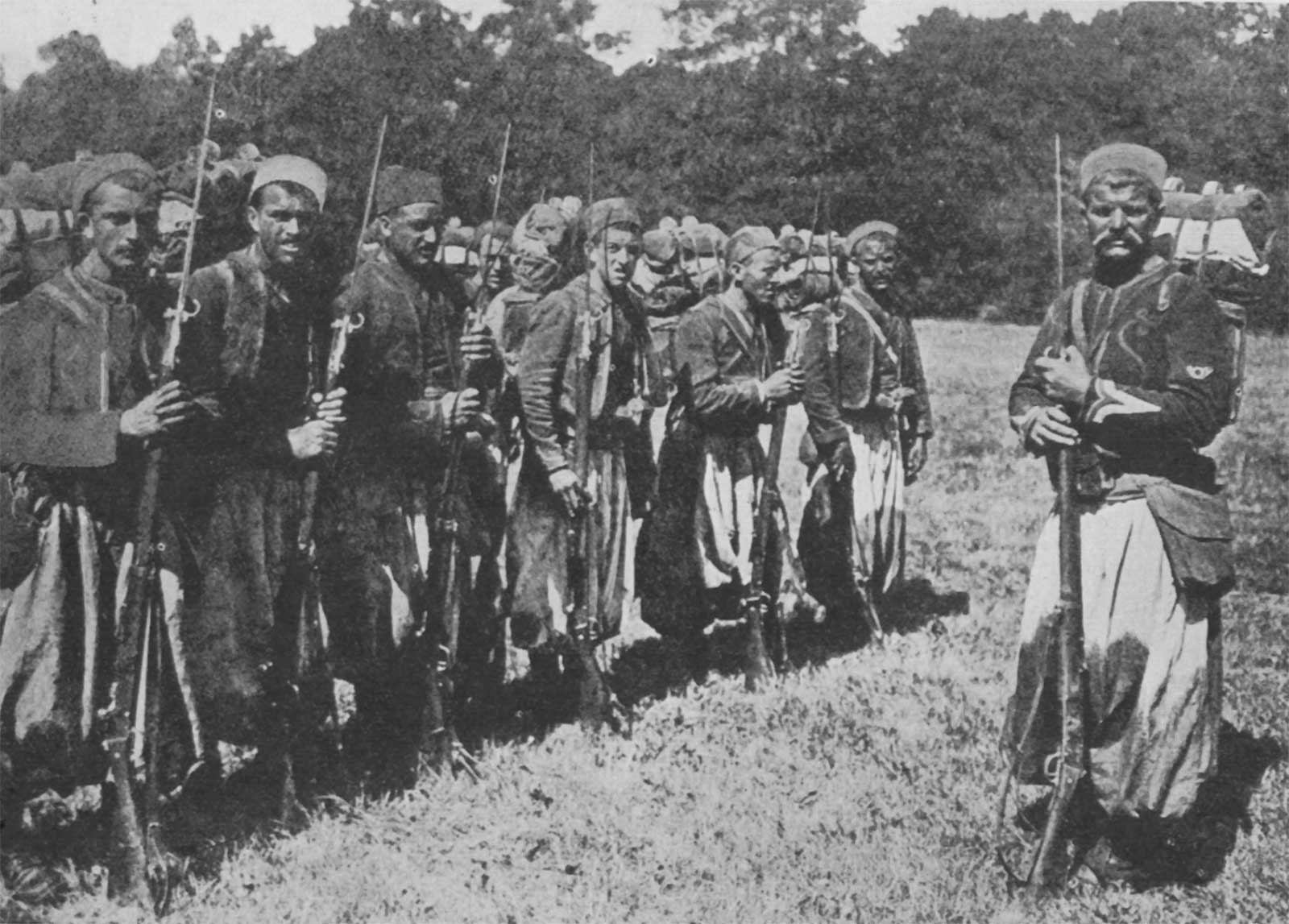
제 2차 세계대전 당시의 주아브병.

## 같이 보기
- 알마교